# پاتاگونیا (آریزونا)
پاتاگونیا (به انگلیسی: Patagonia) شهری در شهرستان سانتا کروز ایالت آریزونا است که در سرشماری سال ۲۰۱۰ میلادی، ۹۱۳ نفر جمعیت داشته است. پاتاگونیا، به‌طور رسمی در تاریخ ۱۹۴۸ میلادی به‌عنوان یک شهر شناخته شد.